# Maison Haász
Pour les articles homonymes, voir Haász.
La Maison Haász (en hongrois : Haász-ház) est un édifice situé dans le 13e arrondissement de Budapest. 